# 拉穆什
拉穆什（法語：La Mouche，法語發音：[la muʃ]）是法国芒什省的一个市镇，属于阿夫朗什区。

## 地理
拉穆什（48°47'37"N, 1°20'59"W）面积4.43 平方千米，位于法国诺曼底大区芒什省，该省份为法国西北部沿海省份，西、北、东北三面环大西洋，东起顺时针与卡爾瓦多斯省、奧恩省、马耶讷省和伊勒-维莱讷省接壤。
与拉穆什接壤的市镇（或旧市镇、城区）包括：勒塔尼、拉吕塞尔讷-杜特勒梅尔、勒吕奥、叙布利尼、勒格里蓬。

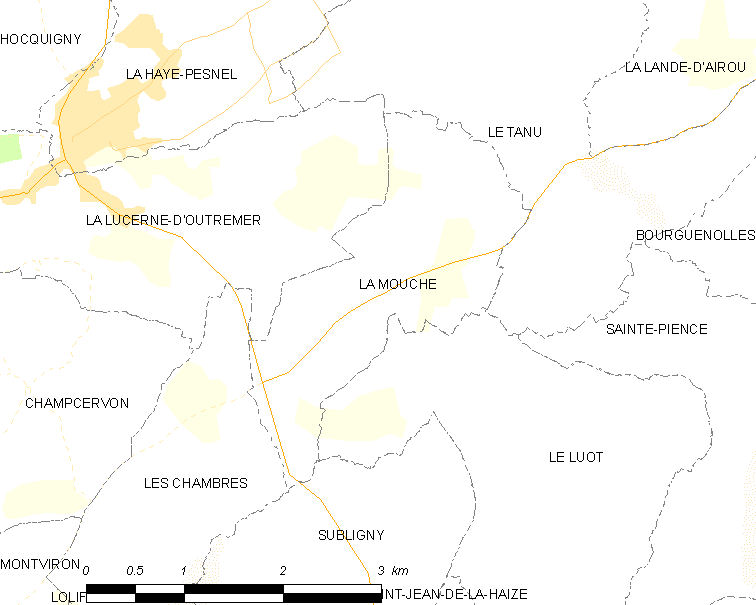
拉穆什的OSM定位图

拉穆什的时区为UTC+01:00、UTC+02:00（夏令时）。

## 行政
拉穆什的邮政编码为50320，INSEE市镇编码为50361。

## 政治
拉穆什所属的省级选区为布雷阿勒县。

## 人口

1962-2008年间拉穆什人口变化图示

拉穆什于2022年1月1日时的人口数量为246人。